# Тарабрин, Александр Юрьевич
Александр Юрьевич Тарабрин (укр. Олександр Юрійович Тарабрін; род. 28 января 1973, Симферополь) — украинский футболист, полузащитник.

## Игровая карьера
С 1993 по 1995 годы выступал в команде «Фрунзенец» / «Динамо» (Саки). В 1996 году был приглашён в главный крымский клуб — «Таврию». В высшей лиге чемпионата Украины дебютировал 11 мая 1996 года в игре с николаевским «Эвисом» (2:1). Всего в высшей лиге провёл 7 матчей. После окончания сезона перешёл в кишинёвский «Конструкторул», усиливавшийся перед первым в истории стартом в Кубке Кубков. Чемпион Молдавии 1996/97 гг.
Летом 1997 года в паре с Геннадием Скиданом перешёл из «Конструкторула» в «Николаев». В составе этой команды в сезоне 1997/98 гг. становился победителем первенства Украины среди команд первой украинской лиги. После завершения сезона покинул Николаев.

## Достижения
«Конструкторул» Кишинёв
- Чемпион Молдавии: 1996/97.

СК «Николаев»
- Победитель Первой лиги Украины: 1997/98.